# Regiões do Djibuti
| \| Djibuti está dividido em cinco regiões, e uma cidade: \| \| \| Djibuti \| (Ville de Djibouti) \| \| Ali Sabieh \| (Região d'Ali Sabieh) \| \| Arta \| (Região d'Arta) \| \| Dikhi \| (Região de Dikhil) \| \| Obock \| (Região d'Obock) \| \| Tadjourah \| (Região de Tadjourah) \| \| As regiões são ainda subdivididas em 11 distritos, alguns dos quais abrangem várias regiões. \| \| | Regiões do Djibuti    |
| Djibuti está dividido em cinco regiões, e uma cidade: |                       |
| Djibuti | (Ville de Djibouti)   |
| Ali Sabieh | (Região d'Ali Sabieh) |
| Arta | (Região d'Arta)       |
| Dikhi | (Região de Dikhil)    |
| Obock | (Região d'Obock)      |
| Tadjourah | (Região de Tadjourah) |
| As regiões são ainda subdivididas em 11 distritos, alguns dos quais abrangem várias regiões. |                       |